# Главы Магаса
Ниже представлен список глав города Магас.
| Фамилия, Имя Отчество         | Должность | Период руководства                 |
| ----------------------------- | --------- | ---------------------------------- |
| Мизиев, Илез Макшарипович     | Мэр       | 10 августа 1998 — 15 августа 2000  |
| Бекбузаров, Муса Тайсумович   | Мэр       | ? — ?                              |
| Мержоев, Ваха Усманович       | Мэр       | 2002 — 3 декабря 2008              |
| Сагов, Асланбек Идрисович     | Мэр       | 3 декабря 2008 — 20 июля 2011      |
| Белхороев, Якуб               | Мэр       | 20 июля 2011 — декабрь 2011        |
| Мальсагов, Дауд Азиевич       | и.о. Мэра | декабрь 2011 — 10 января 2012      |
| Мальсагов, Дауд Азиевич       | Мэр       | 11 января 2012 — 13 января 2015    |
| Цечоев, Беслан Бекханович     | и.о. Мэра | 13 января 2015 — 26 октября 2015   |
| Цечоев, Беслан Бекханович     | Мэр       | 26 октября 2015 — 20 сентября 2019 |
| Марзиев, Муса                 | и.о. Мэра | 20 сентября 2019 — 19 октября 2019 |
| Арсамаков, Руслан Мустафаевич | и.о. Мэра | 19 октября 2019 — 13 ноября 2019   |
| Арсамаков, Руслан Мустафаевич | Мэр       | 13 ноября 2019 — 15 июня 2020      |
| Аушев, Усман Баширович        | и.о. Мэра | 15 июня 2020 — 9 февраля 2021      |
| Аушев, Усман Баширович        | Мэр       | 9 февраля 2021 — 3 февраля 2023    |
| Орцханов, Зайт Саитович       | и.о. Мэра | 3 февраля — 25 апреля 2023         |
| Орцханов, Зайт Саитович       | Мэр       | с 25 апреля 2023                   |